# Ernesto Zedillo
Ernesto Zedillo Ponce de León (* 27. prosince 1951 Ciudad de México) je mexický ekonom a politik. Od 1. prosince 1994 do 30. listopadu 2000 byl prezidentem Mexika, posledním z nepřetržité 71leté řady mexických prezidentů z Institucionální revoluční strany.
Během svého prezidentství čelil jedné z nejhorších hospodářských krizí v dějinách Mexika, která začala jen několik týdnů po jeho nástupu do funkce. Z krize obvinil svého předchůdce Carlose Salinase de Gortariho. Ačkoli se od de Gortariho distancoval, pokračoval v neoliberální politice. Dohlížel také na zatčení de Gortariho bratra Raúla Salinase de Gortariho. Jeho vláda byla také poznamenána obnovenými střety se Zapatovou armádou národního osvobození a Lidovou revoluční armádou, kontroverzním zavedením Fobaproa na záchranu národního bankovního systému, politickou reformou, která umožnila obyvatelům Federálního distriktu (Ciudad de México) volit si vlastního starostu, privatizací státních železnic a následným pozastavením osobní železniční dopravy a masakry v Aguas Blancas a Actealu, které spáchaly státní složky.
Ačkoli Zedillova politika nakonec vedla k relativnímu hospodářskému oživení, nespokojenost obyvatelstva se sedmi desetiletími vlády Institucionální revoluční strany vedla k tomu, že strana ve volbách v roce 1997 poprvé ztratila zákonodárnou většinu a ve volbách v roce 2000 zvítězil kandidát pravicové opoziční Strany národní akce Vicente Fox, čímž skončila 71 let trvající nepřetržitá vláda Institucionální revoluční strany. Zedillovo přiznání porážky Institucionální revoluční strany a pokojné předání moci svému nástupci zlepšilo v posledních měsících jeho vlády jeho image a úřad opustil s 60% ratingem.
Po skončení svého prezidentského mandátu se Zedillo stal vůdčí osobností v otázce globalizace, zejména jejího dopadu na vztahy mezi rozvinutými a rozvojovými zeměmi. V současné době je ředitelem Centra pro studium globalizace na Yaleově univerzitě a je členem správní rady Inter-American Dialogue a společnosti Citigroup.

## Vyznamenání
- Řád osvoboditele generála San Martína (1996)[12]
- Řád kříže země Panny Marie (1995)
- Řád Isabely Katolické (1996)[13]
- Řád prince Jindřicha (1998)
- Řád sv. Michala a sv. Jiří (1998)